# Bryolymnia dido
Bryolymnia dido là một loài bướm đêm trong họ Noctuidae.